# 금홍이
금홍이는 대한민국의 가수이다.

## 데뷔
- 2004년 1집 앨범 "털어버려"

## 음반
- 2019년 언약
- 2011년 이제부터야
- 2007년 김대리 박대리
- 2006년 불 좀 켜주세요
- 2004년 털어버려